# Lausanne HC
Lausanne HC – szwajcarski klub hokeja na lodzie z siedzibą w Lozannie.

## Sukcesy
- Srebrny medal mistrzostw Szwajcarii: 1950, 1951, 2024
- Brązowy medal mistrzostw Szwajcarii: 1942, 1943, 1944, 1945
- Złoty medal Nationalliga B: 1957, 1978, 1995, 2001, 2009, 2010, 2013
- Srebrny medal Nationalliga B: 1968, 1971, 1994, 2011, 2012
- Brązowy medal Nationalliga B: 1969, 1977, 1991
- Finał Pucharu Szwajcarii: 1958, 1958, 2016